# Emil Underberg
Emil Underberg (* 12. Januar 1904 in Rheinberg; † 20. Februar 1958 ebendort) war ein deutscher Unternehmer.

## Leben und Tätigkeit
Nach dem Schulbesuch studierte Underberg ab 1924 Philosophie in München. Nach einem einjährigen Sanatoriumsaufenthalt in der Schweiz absolvierte er eine kaufmännische Lehre in Hamburg.
1928 trat Underberg mit Prokura in das seit den 1840er Jahren bestehende Unternehmen seiner Familie, das damals von seinem Vater geführt wurde, ein. Dieses war auf die Herstellung von Spirituosen spezialisiert. 1933 wurde er Mitinhaber des Unternehmens.
Seit 1935 leitete Underberg mit seinem Bruder Carl Underberg und einem weiteren Bruder die H. Underberg-Albrecht OHG. Diese war auch nach dem Zweiten Weltkrieg durch die Einführung der von Underberg entworfenen und durchgesetzten Underberg Portionsflasche (1949) erfolgreich. Die Firma Underberg existiert bis heute und befindet sich im Familienbesitz.
Die Einführung der Portionsflasche durch Underberg war eine Folge des Ressourcenmangels der Nachkriegsjahre, d. h. nachdem das Unternehmen Underberg seine Spirituosen zuvor mehr als 100 Jahre lang in eine Reihe verschiedener Flaschengrößen abgefüllt hatte, wurde, um den Mangel an Ressourcen in den Nachkriegsjahren zu kompensieren und einen leichten Produktionsprozess zu ermöglichen, am 1. September 1949 eine einzige Flaschengröße (die 20-Milliliter-Portionsflasche) eingeführt. Diese ist seither die einzige Underberg-Flaschengröße. Gründe für Underbergs Entscheidung, diese Flaschengröße zu wählen, waren ferner, dass diese als fälschungssicher angenommen wurde, dass sie den Bitter vor Aromaverlust schützt sowie dass sie eine angenehm trinkbare Größe beinhaltet. Das neue Produkt entwickelte sich zu einem Verkaufsschlager im Deutschland der Nachkriegszeit, wozu auch energische Werbeanstrengungen in Form von Zeitungsannoncen und Plakaten auf Werbesäulen beitrugen (Slogan "Täglich Underberg und Du fühlst Dich wohl"). Auch auf dem Exportmarkt ist das Produkt bis in die Gegenwart erfolgreich: Einer 2018 erschienenen Publikation zufolge werden täglich rund eine Million der kleinen Fläschchen hergestellt und in über 100 Länder exportiert.
Underberg gehörte bis 1933 der Zentrumspartei an. 1946 wurde er Vorsitzender der CDU im Kreis Moers.

## Familie und Nachkommen
Underberg war verheiratet mit Margarethe, geb. Buß (1912–1984). Aus der Ehe gingen mehrere Kinder hervor, darunter der Sohn Emil Underberg II (* 1941), der die Firma in den 1960er Jahren übernahm.